# كأس هولندا 2013–14
كأس هولندا 2013–14 (بالهولندية: KNVB beker 2013/14)‏ هو الموسم 96 من  كأس هولندا. أقيم خلال الفترة 28 أغسطس 2013 وحتى 20 أبريل 2014، والذي يشرف على تنظيمه الاتحاد الملكي الهولندي لكرة القدم، وكان عدد الأندية المشاركة فيه  82، وفاز فيه بي إي سي زفوله.